# Ataenius luteomargo
Ataenius luteomargo är en skalbaggsart som beskrevs av Chapin 1940. Ataenius luteomargo ingår i släktet Ataenius och familjen Aphodiidae. Inga underarter finns listade.